# Endikat Ilir
Endikat Ilir is een bestuurslaag in het regentschap Lahat van de provincie Zuid-Sumatra, Indonesië. Endikat Ilir telt 690 inwoners (volkstelling 2010).